# Liste der Sandsteinmuseen in Deutschland
Die Liste der Sandsteinmuseen in Deutschland soll einen Überblick über Museen geben, die sich mit der Entstehung, den Eigenschaften und der Verwendung dieses Sedimentgesteins befassen.
| Name                             | Gemeinde                                                                    | Bemerkung | Lage | Bild |
| -------------------------------- | --------------------------------------------------------------------------- | --- | ---- | ---- |
| Sandsteinmuseum Bad Bentheim     | Schlosspark in Bad Bentheim im Landkreis Grafschaft Bentheim, Niedersachsen | Die Ausstellung gliedert sich in Geologie des Bentheimer Sandsteins, Geschichte des Abbaus, Verwendung und seine Bedeutung für die Baukunst und Region. Sie wird mit wechselten Sonderausstellungen ergänzt. Im Außenbereich sind Großexponate zu sehen. | Lage |      |
| Baumberger Sandsteinmuseum       | Havixbeck bei Münster im Kreis Coesfeld, Nordrhein-Westfalen                | Ausgestellt werden Geräte, Werkzeuge sowie Produkte und Skulpturen aus Sandstein. Außerdem wird über den Arbeitsalltag der Steinmetze informiert. | Lage |      |
| Sandsteinmuseum Kloster Cornberg | Cornberg im Landkreis Hersfeld-Rotenburg, Hessen                            | Das Museum zeigt die Bearbeitung und Verwendungsmöglichkeiten des Cornberger Sandsteins, der durch vorzeitliche Tierfährten bekannt geworden ist. Im geologischen und paläontologischen Teil der Ausstellung vermitteln Fossilien aus dem Cornberger Zechstein und dem Kupferschiefer des Richelsdorfer Gebirges einen Eindruck von der Vielfalt der Meerestiere und Pflanzen aus der jüngeren Permzeit. Eine ortsgeschichtliche Abteilung beschäftigt sich mit dem Kloster und der Gemeinde Cornberg. | Lage |      |